# Židovska ulica, Ljubljana
Židovska ulica je ena izmed manjših ulic v Ljubljani.

## Zgodovina
Do leta 1515 je bila ulica v središču ljubljanskega geta, po katerem je bila tudi pozneje poimenovana.
Samo ime ulice (Judengasse) se prvič pojavi leta 1517, dve leti po izgonu Judov iz Ljubljane. Konec 18. stoletja se je za to ulico pojavilo tudi ime Judova ulica.

## Urbanizem
Ulica poteka v smeri sever-jug, vzporedno s Ljubljanico in Gosposko ulico. Na severu je ulica omejena s Dvornim trgom, medtem ko se na jugu konča v križišču s Jurčičevim trgom in Čevljarsko ulico. Ulico seka Židovska steza.
Do konca 18. stoletja so se ob stezi in ulici nahajale tri pritlične in pet enonadstropnih hiš, ki so jih nato vse (razen ene) nadzidali v dvo- ali tronadstropne hiše.